# Ruggero Maccari
Ruggero Maccari (Roma, Lacio, Italia,28 de junio de 1919-8 de mayo de 1989). Guionista de cine italiano que escribió Un italiano en la Argentina (1965) en colaboración con Ettore Scola, Tullio Pinelli y Dino Risi con dirección de este último y actuación de Vittorio Gassman, Amedeo Nazzari, Silvana Pampanini y Nino Manfredi. También fue guionista en Una giornata particolare (1977) con Marcello Mastroianni y Sophia Loren, aquel famoso film que retrata el encuentro ocasional entre una ama de casa casada y un periodista homosexual en el día de la visita de Hitler a Roma el 8 de mayo de 1938.

## Filmografía
- Un italiano en la Argentina, (1965)
- Profumo di donna, (1974)
- Signore e signori, buonanotte, (1976)
- Una giornata particolare, (1977)
- El gran atasco, (1978)
- La sala de baile, (1982)
- Maccheroni, (1985)

## Premios y distinciones
Óscar
| Año  | Categoría            | Película         | Resultado |
| ---- | -------------------- | ---------------- | --------- |
| 1976 | Mejor guion adaptado | Perfume de mujer | Nominado  |